# Woodside East (Delaware)
Woodside East je naseljeno područje za statističke svrhe u američkoj saveznoj državi Delaver. Prema popisu stanovništva iz 2010. u njemu je živjelo 2.316 stanovnika.